# حبيب الله دحماني
حبيب الله دحماني (16 أكتوبر 1993 بوجدة في المغرب - ) هو لاعب كرة قدم مغربي في مركز الهجوم.

## روابط خارجية
- حبيب الله دحماني على موقع قاعدة بيانات كرة القدم.إي يو (الإنجليزية)
- حبيب الله دحماني على موقع Soccerway.com (الإنجليزية)